# Кадочников, Владимир Дмитриевич
Владимир Дмитриевич Кадочников (23 июня 1943, Каменск-Уральский, РСФСР, СССР — 31 декабря 2015, Екатеринбург, Российская Федерация) — советский и российский — партийный и государственный деятель, первый секретарь Свердловского обкома КПСС (1990—1991), депутат Государственной думы России третьего созыва.

## Биография
Учился в Каменск-Уральской средней школе № 2. Окончил Уральский политехнический институт им. С. М. Кирова в 1965 году, Свердловскую высшую партийную школу в 1983 году.
С 1960 по 1966 год — модельщик на Уральском заводе тяжелого машиностроения им. С. Орджоникидзе (г. Свердловск). С 1966 по 1968 год — инженер-технолог, с 1968 по 1972 год — секретарь комитета ВЛКСМ, с 1972 по 1975 год — начальник технического бюро, заместитель начальника отдела, главный металлург.
С 1975 по 1978 год — секретарь парткома Уральского электромеханического завода (г. Свердловск).
С 1978 по 1983 год — второй, затем первый секретарь Кировского райкома КПСС г. Свердловска. С 1983 по 1990 год — первый секретарь Свердловского горкома КПСС. С 1990 по 1991 год (до запрещения КПСС) — первый секретарь Свердловского обкома КПСС. Избирался членом ЦК КПСС (1990—1991).
Избирался депутатом Верховного Совета РСФСР (1985—1990), народным депутатом РФ (1990—1993), входил в состав фракции «Коммунисты России».
С 1992 по 1996 год — заместитель директора АО «Уралмедь», генеральный директор АО Концерн «Русская печь», с 1996 по 2000 год — заместитель директора Свердловского филиала Научно-исследовательского и конструкторского института энерготехники (НИКИЭТ) Министерства РФ по атомной энергии (г. Екатеринбург).
После восстановления КПРФ в Свердловской области встал на учёт, в последующем (в середине 1990-х) возглавил Свердловское отделение КПРФ. Являлся членом ЦК КПРФ с 1997 по 2004 год.
Дважды — в 1995 и 1999 годах — баллотировался на пост губернатора Свердловской области. В 1995 году набрал 8,06 % голосов и занял 4 место, в 1999 — 9,64 % и тоже 4 место.
19 декабря 1999 года был избран в Государственную Думу РФ третьего созыва по федеральному списку избирательного объединения КПРФ, был членом фракции КПРФ, заместителем председателя Комитета ГД по экологии.
7 декабря 2003 года баллотировался на выборах в Государственную Думу по федеральному списку избирательного объединения КПРФ (избран не был), а также по Артемовскому одномандатному избирательному округу No 161 Свердловской области (занял четвёртое место).
В 2004—2008 годах был депутатом Областной думы.
В 2004 году принял участие в альтернативном X съезде КПРФ. В связи с этим был снят с должности первого секретаря обкома. 27 июня 2005 года был исключён из партии решением Президиума ЦК КПРФ.
В 2008 году вошел в первую тройку предвыборного списка партии Справедливая Россия на выборах в Областную думу Свердловской области, однако депутатом не стал.
Похоронен на Широкореченском кладбище Екатеринбурга.

## Награды и звания
- Орден Трудового Красного Знамени
- Орден «Знак Почёта»
- Почётный гражданин Свердловской области (2016, посмертно)

## Семья
Был женат, отец двух дочерей и сына. Сын Иван Владимирович Кадочников является известным на Урале юристом, участником многих общественно значимых судебных процессов, юридическим журналистом — «Радио Комсомольская правда», где он регулярно выступает, позиционирует его как «народного адвоката».